# Junji Nishizawa
Junji Nishizawa (西澤 淳二 Nishizawa Junji?, nacido el 10 de mayo de 1974 en Tokio) es un exfutbolista japonés. Jugaba de defensa y su último club fue el Consadole Sapporo de Japón.

## Trayectoria

### Clubes
| Club                 | País  | Año         |
| -------------------- | ----- | ----------- |
| Verdy Kawasaki       | Japón | 1993 - 1996 |
| Shimizu S-Pulse      | Japón | 1997 - 1999 |
| Kawasaki Frontale    | Japón | 2000        |
| Nagoya Grampus Eight | Japón | 2001 - 2002 |
| Kashima Antlers      | Japón | 2002        |
| Consadole Sapporo    | Japón | 2003 - 2008 |

## Palmarés

### Títulos nacionales
| Título             | Club              | País  | Año  |
| ------------------ | ----------------- | ----- | ---- |
| Copa J. League     | Verdy Kawasaki    | Japón | 1993 |
| J1 League          | Verdy Kawasaki    | Japón | 1993 |
| Copa J. League     | Verdy Kawasaki    | Japón | 1994 |
| J1 League          | Verdy Kawasaki    | Japón | 1994 |
| Copa del Emperador | Verdy Kawasaki    | Japón | 1996 |
| J1 League          | Kashima Antlers   | Japón | 2002 |
| J2 League          | Consadole Sapporo | Japón | 2007 |